# Mathilde Fabricius
Mathilde Fabricius (* 4. August 1879 in Magdeburg; † 26. Mai 1946 ebenda) war eine deutsche Malerin.

## Leben
Mathilde Fabricius entstammte einer großbürgerlichen Familie. Der Vater, Walter Fabricius (* 1. November 1842 in Magdeburg; † 18. Juli 1903 ebenda), war Generalagent der Colonia (Versicherung) in Magdeburg, die Mutter war Wilhelmine Luise geb. Freiin von Plotho (* 1. Oktober 1850 in Genthin; † 24. März 1909 in Magdeburg). Die Eltern ließen sie sowie ihre vier Schwestern einen Beruf erlernen, was zu jener Zeit eher unüblich war. Ihren ersten privaten Zeichenunterricht bekam sie in Magdeburg bei Käthe Fleck. Später ging Mathilde Fabricius nach München und nahm Unterricht zunächst bei Walter Thor in dessen privater Mal- und Zeichenschule, anschließend bei dem aus Magdeburg stammenden Richard Kaiser. Nachdem sie nach Magdeburg zurückgekehrt war, betätigte sie sich als freischaffende Künstlerin und nahm regelmäßig an regionalen Ausstellungen teil. Finanziell abgesichert wurde sie von ihren Schwestern. Es bestand eine Verbindung zur spätexpressionistischen Magdeburger Künstlervereinigung Die Kugel. Sie nahm zwar 1919 an deren Ausstellung teil, dennoch kann keine Mitgliedschaft in der Vereinigung belegt werden. Als Mitglied der Künstlerkameradschaft des Gaues Magdeburg-Anhalt stellte sie auf den Kunstausstellungen 1942 und 1943 des Gaues in Magdeburg und Dessau aus. Viele ihrer Werke wurden im Zweiten Weltkrieg zerstört. Eine Künstlerfreundschaft verband Fabricius mit dem Magdeburger Maler Curt Wittenbecher. 1934–1941 war die Magdeburger Künstlerin Lieselotte Klose ihre einzige feste Schülerin. Erst Ende der 1930er Jahre gab Fabricius Kurse in Freilichtmalerei im Rahmen der Volkshochschule. Zumindest Ende der 1930er Jahre lebte sie in dem den Geschwistern Fabricius gehörenden Haus Richard-Wagner-Straße 7 im Magdeburger Stadtteil Alte Neustadt.
1991 wurde ihr zum Gedenken die Martha-Brautsch-Straße in Fabriciusstraße im Stadtteil Sudenburg umbenannt.

## Ausstellungen
- 1933 „Deutscher Künstlerbund. Erste Ausstellung. Aquarelle, Zeichnungen, Bildhauerwerke“. Veranstalter: Deutscher Künstlerbund. Haus: Kunstverein Magdeburg.[5][6]
- 1938 „Ausstellung von Gemälden und Bildwerken von Künstlern aus dem Gau Magdeburg-Anhalt“. Veranstalter: Kunstverein Magdeburg. Vom 2. Juli 1938 – 4. September 1938.[7][6]
- 1941 „Die deutsche Malerin und Bildhauerin“. Düsseldorf Veranstalter: Gesellschaft zur Förderung der Düsseldorfer bildenden Kunst e. V. Verein Düsseldorfer Künstlerinnen im Deutschen Frauenwerk.[8][6]
- 1942 Kunstausstellung des Gaues Magdeburg-Anhalt als Mitglied der Künstlerkameradschaft des Gaues[9]
- 1943 Kunstausstellung des Gaues Magdeburg-Anhalt als Mitglied der Künstlerkameradschaft des Gaues[10]

## Nachlass
- Kulturhistorisches Museum Magdeburg (Teilnachlass)

## Werke (Auswahl)

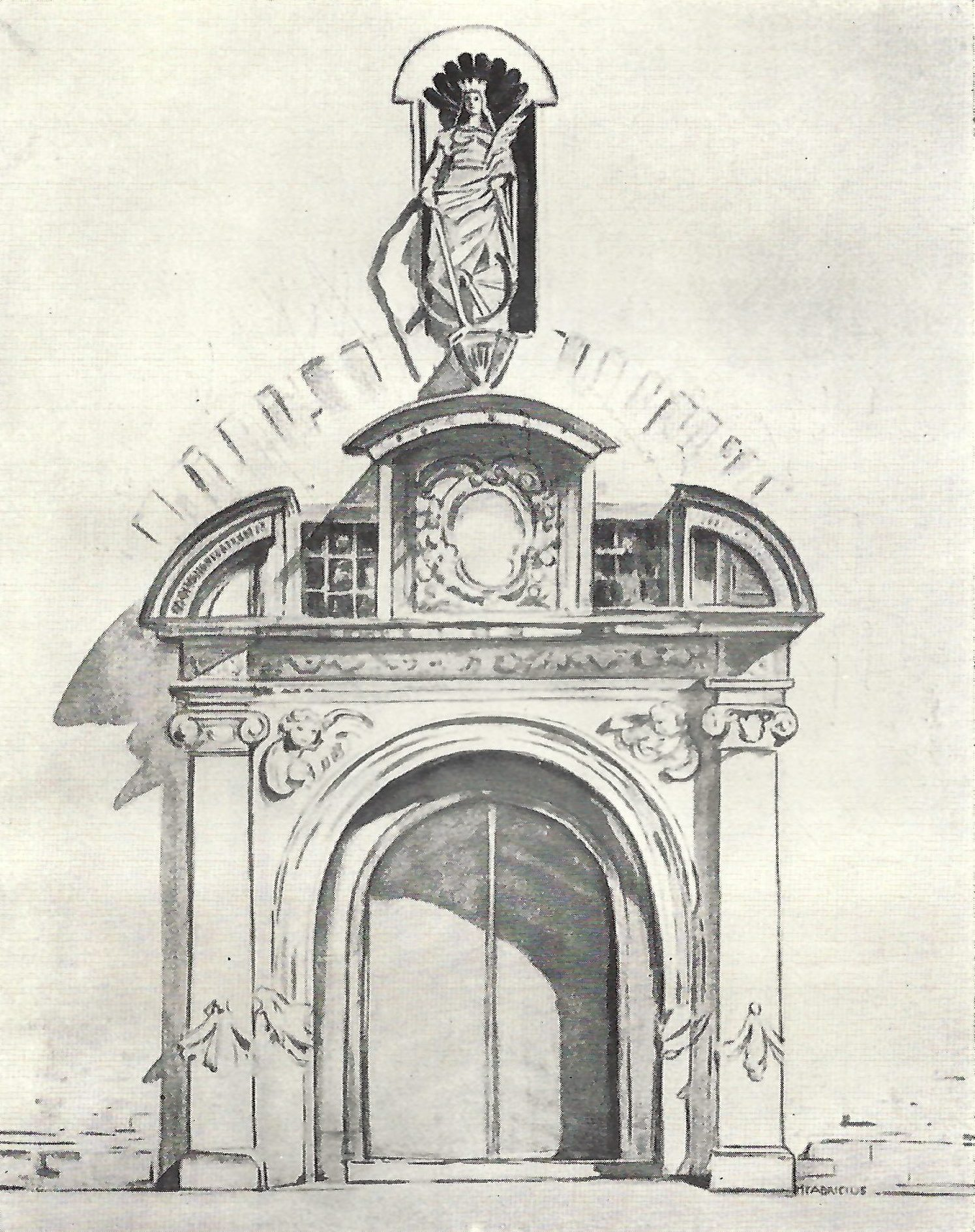
1930 veröffentlichte Darstellung des Magdeburger Katharinenportals

- Landschaft (Ölgemälde), 1910, Kulturhistorisches Museum Magdeburg
- Dorf in Niederbayern (Ölgemälde), 1910, Kulturhistorisches Museum Magdeburg
- Bildnis Frau Linse (Ölgemälde), 1938, Kulturhistorisches Museum Magdeburg
- Zollelbe mit Johanniskirche (Ölgemälde), 1939, Kulturhistorisches Museum Magdeburg
- Dom zu Magdeburg (Aquarell), um 1930, Kulturhistorisches Museum Magdeburg
- Stadthalle (Aquarell), 1930, Kulturhistorisches Museum Magdeburg
- Alter Packhof (Aquarell), 1939, Kulturhistorisches Museum Magdeburg
- An der Stromelbe in Magdeburg (Aquarell), 1942, Kulturhistorisches Museum Magdeburg
- Rathaus, Ostseite I (Aquarell) (ausgestellt auf der Kunstausstellung des Gaues Magdeburg-Anhalt 1942)[11]
- Rathaus, Ostseite II (Aquarell) (ausgestellt auf der Kunstausstellung des Gaues Magdeburg-Anhalt 1942)[11]
- Adolf-Mittag-See (Aquarell) (ausgestellt auf der Kunstausstellung des Gaues Magdeburg-Anhalt 1942)[11]
- Riesengebirge (Aquarell) (ausgestellt auf der Kunstausstellung des Gaues Magdeburg-Anhalt 1942)[11]
- Wasserrosen (Aquarell) (ausgestellt auf der Kunstausstellung des Gaues Magdeburg-Anhalt 1942)[11]
- Marktplatz (Aquarell) (ausgestellt auf der Kunstausstellung des Gaues Magdeburg-Anhalt 1942)[11]
- Rathaus, Westseite (Aquarell) (ausgestellt auf der Kunstausstellung des Gaues Magdeburg-Anhalt 1942)[11]
- Obstgarten (Aquarell) (ausgestellt auf der Kunstausstellung des Gaues Magdeburg-Anhalt 1942)[11]
- Magdeburg (Aquarell) (ausgestellt auf der Kunstausstellung des Gaues Magdeburg-Anhalt 1942)[11]
- Klosterbergegarten (Aquarell) (ausgestellt auf der Kunstausstellung des Gaues Magdeburg-Anhalt 1942)[11]
- Rathaus (Aquarell) (ausgestellt auf der Kunstausstellung des Gaues Magdeburg-Anhalt 1942)[11]
- In der Turnhalle der Hindenburgkaserne (Aquarell) (ausgestellt auf der Kunstausstellung des Gaues Magdeburg-Anhalt 1942)[11]
- Mittelalterliche Figuren I (Aquarell) (ausgestellt auf der Kunstausstellung des Gaues Magdeburg-Anhalt 1943)[12]
- Mittelalterliche Figuren II (Aquarell) (ausgestellt auf der Kunstausstellung des Gaues Magdeburg-Anhalt 1943)[12]
- Mittelalterliche Figuren III (Aquarell) (ausgestellt auf der Kunstausstellung des Gaues Magdeburg-Anhalt 1943)[12]
- Fingerhut (Aquarell) (ausgestellt auf der Kunstausstellung des Gaues Magdeburg-Anhalt 1943)[12]
- Weißer Fingerhut (Aquarell) (ausgestellt auf der Kunstausstellung des Gaues Magdeburg-Anhalt 1943)[12]
- Roter Fingerhut (Aquarell) (ausgestellt auf der Kunstausstellung des Gaues Magdeburg-Anhalt 1943)[12]
- Mosigkau, Schloßeingang mit Athena (Aquarell) (ausgestellt auf der Kunstausstellung des Gaues Magdeburg-Anhalt 1943)[12]
- Mosigkau, Paris (Aquarell) (ausgestellt auf der Kunstausstellung des Gaues Magdeburg-Anhalt 1943)[12]
- Mosigkau, Schloß Gartenseite (Aquarell) (ausgestellt auf der Kunstausstellung des Gaues Magdeburg-Anhalt 1943)[12]
- Im Park von Mosigkau (Aquarell) (ausgestellt auf der Kunstausstellung des Gaues Magdeburg-Anhalt 1943)[12]
- Köthen (Aquarell) (ausgestellt auf der Kunstausstellung des Gaues Magdeburg-Anhalt 1943)[12]
- Herrenkrug, Magdeburg (Aquarell) (ausgestellt auf der Kunstausstellung des Gaues Magdeburg-Anhalt 1943)[12]
- Riesengebirge(Aquarell) (ausgestellt auf der Kunstausstellung des Gaues Magdeburg-Anhalt 1943)[12]
- Harzwald(Aquarell) (ausgestellt auf der Kunstausstellung des Gaues Magdeburg-Anhalt 1943)[12]
- Bildnis C. S.(Aquarell) (ausgestellt auf der Kunstausstellung des Gaues Magdeburg-Anhalt 1943)[12]
- Tulpen(Mischtechnik) (ausgestellt auf der Kunstausstellung des Gaues Magdeburg-Anhalt 1943)[12]
- Professor Hans Chemin-Petit (Zeichnung) (ausgestellt auf der Kunstausstellung des Gaues Magdeburg-Anhalt 1943)[12]
- Max Seeboth (Zeichnung) (ausgestellt auf der Kunstausstellung des Gaues Magdeburg-Anhalt 1943)[12]
- Steinmetzmeister Wille (Zeichnung) (ausgestellt auf der Kunstausstellung des Gaues Magdeburg-Anhalt 1943)[12]
- Ingeborg (Zeichnung) (ausgestellt auf der Kunstausstellung des Gaues Magdeburg-Anhalt 1943)[12]